# Delta do Cubango

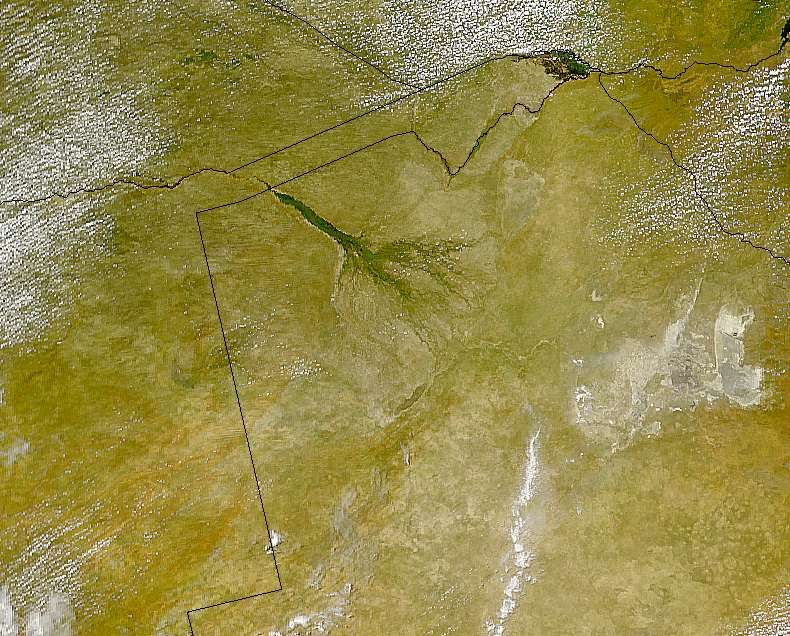
Imagem de satélite do Delta do Okavango

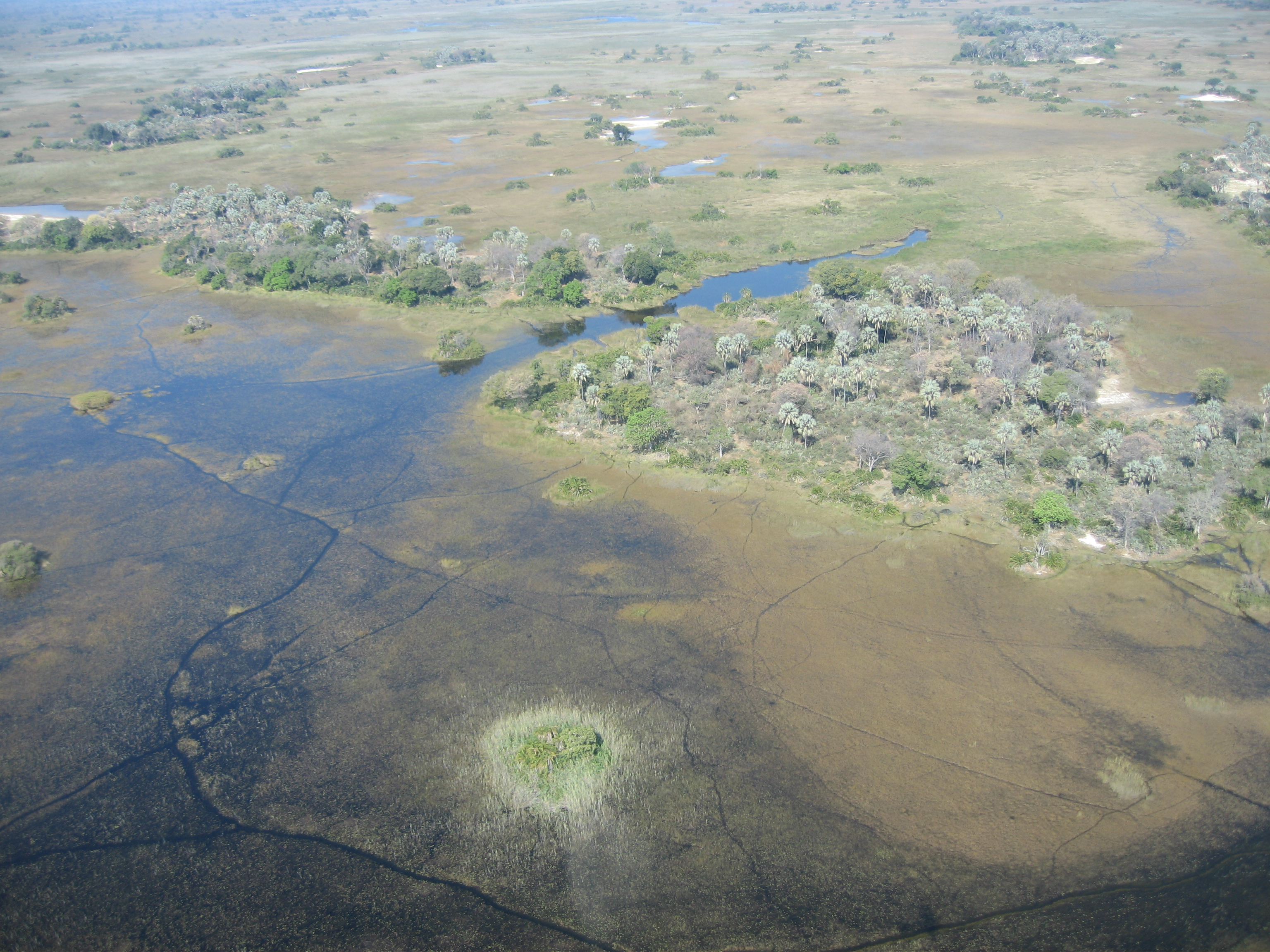
Região típica do Delta do Okavango, com canais e lagos, pântanos e ilhas

O Delta do Cubango, também chamado de Delta do Okavango, é o maior delta interior do mundo, formado onde o rio Cubango encontra uma placa tectônica, no deserto do Calaári, em território da Botsuana. Toda a água que atinge o delta é evaporada e transpira, e não chega a nenhum mar ou oceano. A cada ano aproximadamente 11 quilômetros cúbicos de água passam nessa região. Parte do rio chega ao lago Ngami. A Reserva de Moremi, um parque nacional, localiza-se na parte oriental do delta. Esta significância estatística ajudou o Delta do Cubango a assegurar uma posição como uma das Sete Maravilhas de África.
A área já foi um dia, parte do lago Macadicadi, um antigo lago que secou completamente durante o Período Holoceno. Embora muitos acreditem[carece de fontes?] que o Delta do Okavango seja o único delta interno do mundo, na verdade ele não é. Em África há dois deltas internos similares geograficamente: o Sudd do rio Nilo e o Delta interior do Níger, no Mali.

## Geografia
O Delta do Cubango é produzido por inundações sazonais. O rio Cubango drena a chuva de verão (janeiro-fevereiro) dos planaltos de Angola. A água se espalha por uma área de 250km x 150km no delta por cerca de quatro meses (março-junho). A alta temperatura do delta causa rápida evaporação e transpiração, resultando um ciclo de aumento e queda do nível de água que não era completamente entendido até o começo do século XX. A inundação atinge seu pico entre junho e agosto, durante os meses de inverno seco de Botsuana, quando o delta aumenta três vezes em seu tamanho permanente, atraindo animais localizados a quilômetros dali e criando uma das maiores concentrações de vida selvagem da África.
O delta é muito plano, com menos de 2 metros de variação em sua profundidade por uma área de 15 000 km².
A cada ano, cerca de 11 quilômetros cúbicos (11 000 000 000 000 litros) de água fluem pelo delta. Aproximadamente 60% se perde através da transpiração pelas plantas, 36% por evaporação, 2% por percolados em sistemas aquíferos e 2% fluem para o lago Ngami. Esse fluxo enorme significa que o delta é incapaz de eliminar os minerais carregados pelo rio, o que o torna salgado e desabitado, mas isto é reduzido pelo baixo conteúdo de sal coletado pelas raízes das plantas. A baixa salinidade da água também significa que a inundação também não enriquece muito o solo com nutrientes.
A aglomeração de sal ao redor de algumas raízes de plantas impossibilita o crescimento de várias espécies, tornando a região rica em espécies resistentes ao sal como a palmeira. Mesmo a grama e outras árvores que crescem na areia tornam-se muito salgadas.
Aproximadamente 70% das ilhas começaram como montes de cupim, onde uma árvore foi destruída até a raiz.

## Clima
A média de chuvas anuais é de 450mm sendo que a maioria ocorre no período de dezembro e março na forma de tempestades vespertinas.
Dezembro a fevereiro são os meses mais quentes com temperaturas que chegam a 40°C, noites quentes e níveis de umidade que flutuam entre 50% e 80%. De março a maio a temperatura se torna mais confortável com o máximo de 30 °C durante o dia e frio leve a moderado à noite.
De setembro a novembro temos meses mais secos. Em outubro as temperaturas passam facilmente dos 40 °C mas começam a cair após o meio-dia, com tempestades rápidas com certa frequência.

## Vida Selvagem
O Delta do Cubango é a morada permanente e sazonal de uma grande variedade de animais, muito populares como atração turística.
Dentre algumas espécies incluem-se:
- Elefante-da-savana
- Búfalo-africano
- hipopótamo
- kobus leche
- topi
- sitatunga
- gnu-azul
- girafa
- crocodilo do Nilo
- leão
- chita
- leopardo
- hiena-castanha
- hiena-malhada
- cabra-de-leque
- cudo-maior
- palanca-negra
- rinoceronte-negro
- rinoceronte branco
- zebra-da-planície
- facocero
- Papio ursinus
- mabeco[4]

O delta também inclui mais de 400 espécies de pássaros como:
- águia-pescadora-africana
- corujão-pesqueiro-de-pel
- Grou-coroado-oriental
- Rolieiro-de-peito-lilás
- Cabeça-de-martelo
- avestruz
- Íbis-sagrado

A maioria dos 200 000 grandes mamíferos nos arredores do delta não são residentes do local. Eles partem com as chuvas de verão a fim de encontrar novas pastagens e abrigo. Grandes manadas de búfalos e elefantes chegam a 30 000 animais.

### Peixes
O Delta do Cubango é lar de 71 espécies de peixes incluindo Hydrocynus vittatus, tilápia e várias espécies de bagre. Os peixes variam de 1,4 m (Clarias gariepinus) a 3,2 cm (Barbus haasianus). As mesmas espécies são encontradas no rio Zambeze, indicando uma ligação histórica entre os dois sistemas.

### Kobus leche

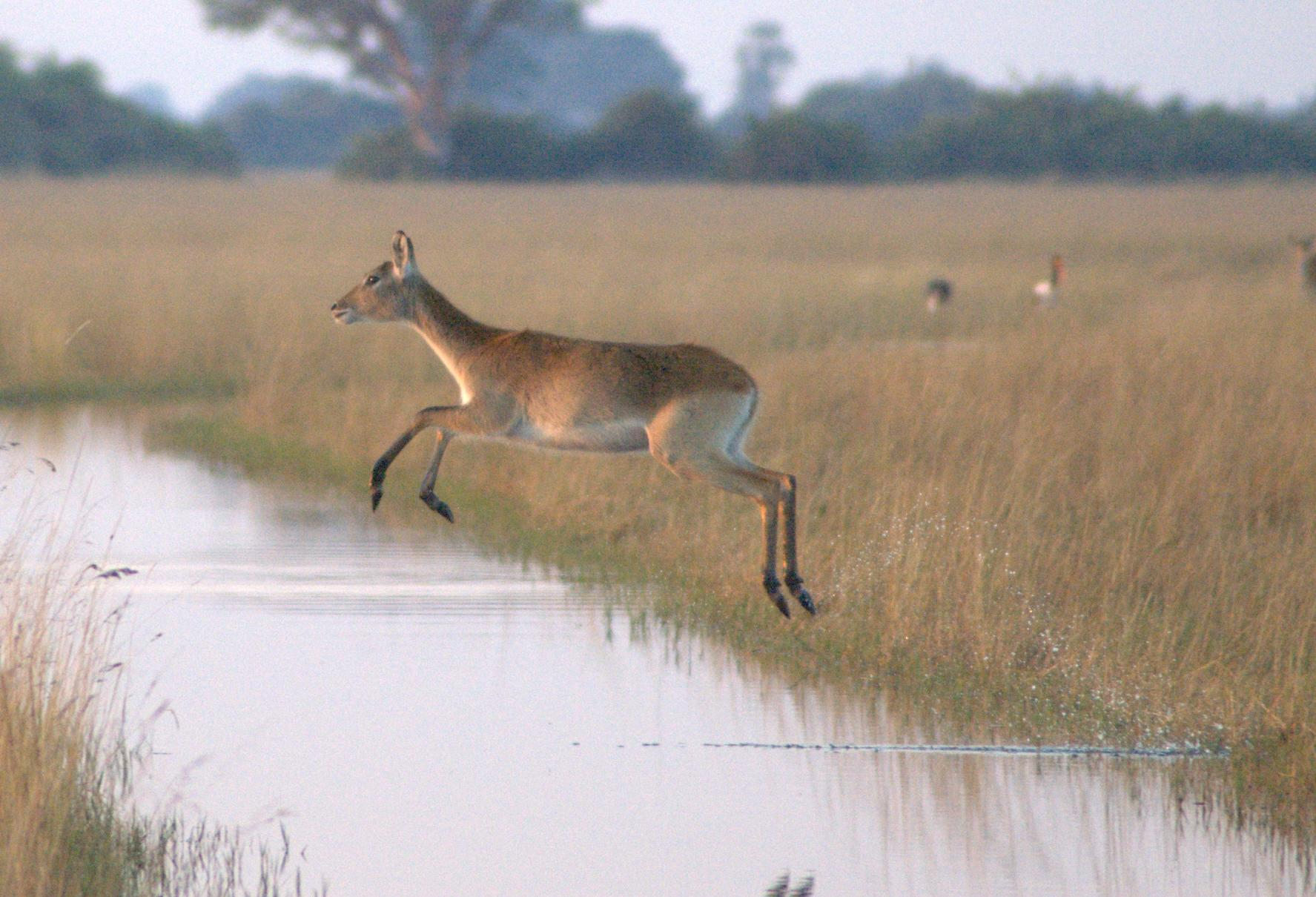
Uma kobus leche fêmea

O grande mamífero mais populoso é o antílope kobus leche, com mais de 60 000 animais. Ele é um pouco maior que o impala com cascos alongados e uma substância repelente à água em suas pernas o que o possibilita se mover rapidamente mesmo com os joelhos debaixo d´água. Eles pastam nas plantas aquáticas e correm para a água quando ameaçados por predadores. Somente os machos tem chifres.

### Plantas
Papiros formam grande parte da vegetação do Cubango. Durante a época de cheias, eles flutuam acima da areia do rio mantendo as raízes livres na água. Este espaço entre o solo e as raízes é utilizado como abrigo pelos crocodilos.
As plantas do delta têm um papel importante para a coesão da areia. Os bancos de areia de um rio normalmente têm um conteúdo alto de lama e esta combinação com a areia leva a construção dos bancos de areia. No delta, devido às águas límpidas do rio Cubango, não há lama e o rio é formado totalmente por areia. As plantas capturam a areia, que age como uma cola, criando ilhas, onde mais plantas podem se criar raízes.
Este processo não é importante para a formação de ilhas lineares. Elas são longas e estreitas e geralmente curvam-se ligeiramente com o curso do rio. A razão para isso é que, atualmente, elas são bancos naturais de antigos canais do rio que foram bloqueados, com o tempo, pelo crescimento das plantas e deposição de areia, resultando numa mudança de curso do rio e o curso antigo acabou se transformando em uma ilha. Pelo delta ser muito plano, e pela tonalidade da areia vinda do rio Cubango, o assoalho do delta é claro. Onde há canais hoje, teremos ilhas amanhã e novos canais podem se formar nas ilhas existentes.

### Chalés
Existem alguns chalés na região chamados de The Botswana Okavango Game Lodges onde apenas poucos hóspedes podem se hospedar, cada um em uma área de concessão delimitada no Delta. Estes chalés seguem uma política rígida de não afetar o meio-ambiente da região.

## Povo

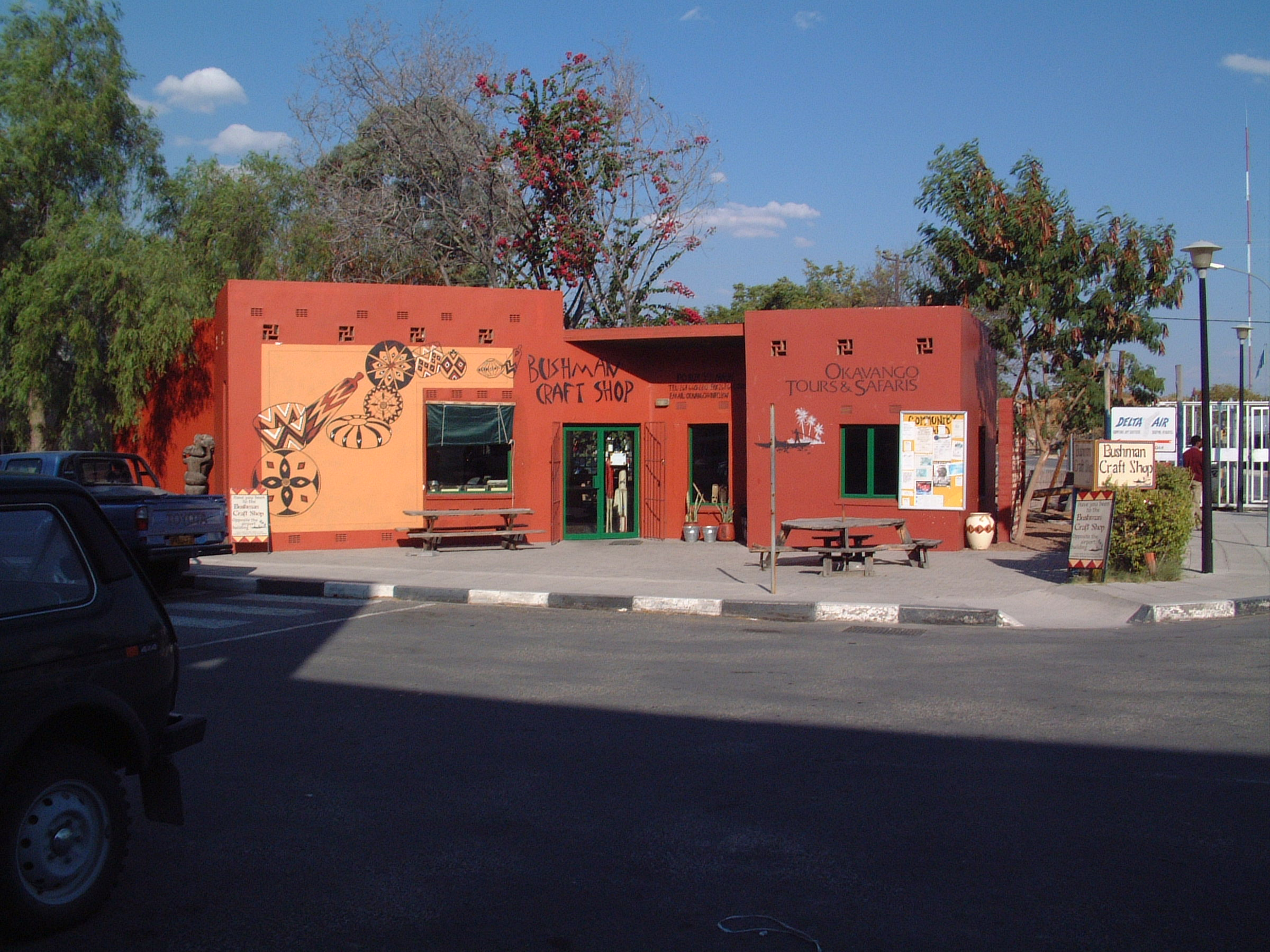
Aeroporto de Maun

As pessoas do Delta do Okavango consistem de cinco grupos étnicos, cada um com sua identidade e idiomas próprios. São eles os Hambukushu, Dceriku, Wayeyi, Bugakhwe e Anikhwe. Os Hambukushu, Dceriku, e Wayeyi são todos Bantus e possuem uma tradição de economia mista de agricultura, pesa, caça, botânica de plantas selvagens e pasto.
Os Bugakhwe e Anikwhe são San que praticam pesca, caça e botânica de plantas selvagens; os Bugakhwe utilizam tanto os recursos da floresta quanto os do rio enquanto os Anikhwe focam nos recursos do rio. Os Hambukushu, Dceriku, e Bugakhwe são presentes ao longo do rio Cubango em Angola e Namíbia, havendo um pequeno número de Hambukushu e Bugakhwe na Zâmbia também. Nos últimos 150 anos, os Hambukushu, Dceriku, e Bugakhwe habitaram o Panhandle e o Magwegqana, no noroeste do Delta. Os Anikhwe habitam o Panhandle e a área ao longo do rio Boro através do Delta, bem como a área ao longo do rio Boteti.
Os Wayeyi habitam a área ao redor de Seronga bem como a porção sul do Delta, ao redor de Maun, e alguns poucos Wayeyi vivem como seus ancestrais em Caprivi. Nos últimos 20 anos, muitas pessoas de todo Cubango migraram para Maun, nas décadas de 1960 e 1970 mais de 4 000 Hambukushu refugiados de Angola estabeleceram-se na área próxima a Etsha.
O Delta do Cubango está sob controle político dos Batawana, desde o Século XVIII. Muitos Batawana, entretanto, vivem tradicionalmente na periferia do delta. Um pequeno número de pessoas de outros grupos étnicos como os Ovaherero e Ovambanderu hoje vivem na região do Delta do Cubango, mas a maioria dos membros destes grupos ainda habitam seus locais originais, por isso não são considerados como parte do povo do Delta do Cubango. Há muitos Bushmen na região. Este grupo foi dizimado por doenças originárias do contato com o homem do Século XX e ainda há muitos que são casados com os Anikhwe.

## Possíveis ameaças
O governo da Namíbia apresentou alguns planos para a construção de uma hidrelétrica no rio Zambezi, que regularia o fluxo do Cubango. Enquanto alguns acreditam que os efeitos seriam mínimos, os ambientalistas alegam que o projeto poderia destruir muito da vida animal e da flora no Delta. Outras ameaças incluem o assentamento humano e a extração de água tanto de Angola quanto da Namíbia.
O premiado cineasta e conservacionista sul africano Rick Lomba avisou na década de 1980 a ameaça da invasão de gado na área. Seu documentário The End of Eden retrata este fato vividamente e sua luta na preservação da integridade do Delta.

## Imagens

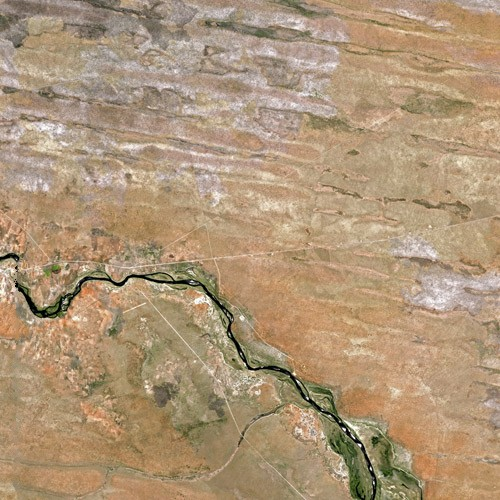
Visão de satélite do Delta do Cubango
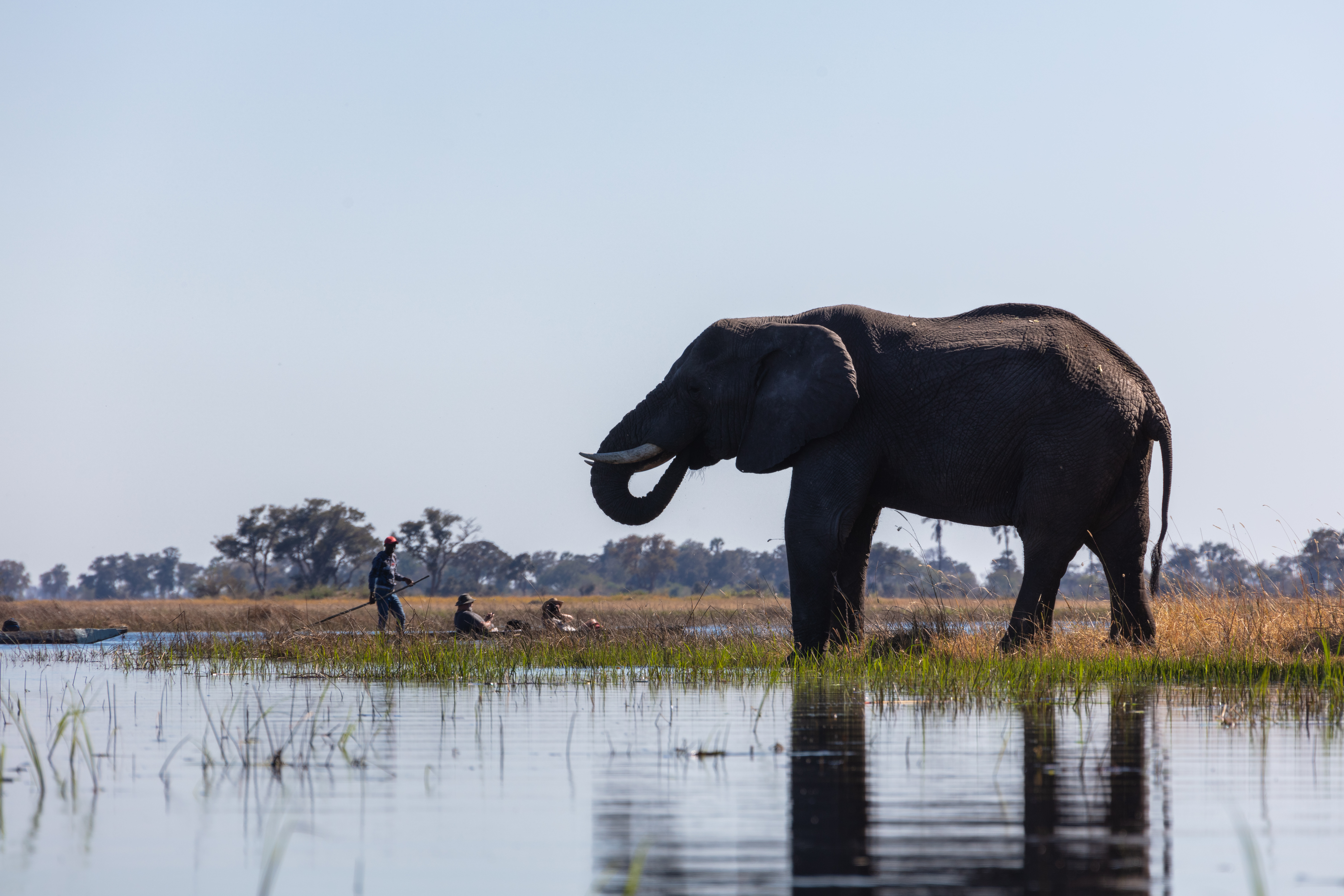
Elefante no Delta do Cubango
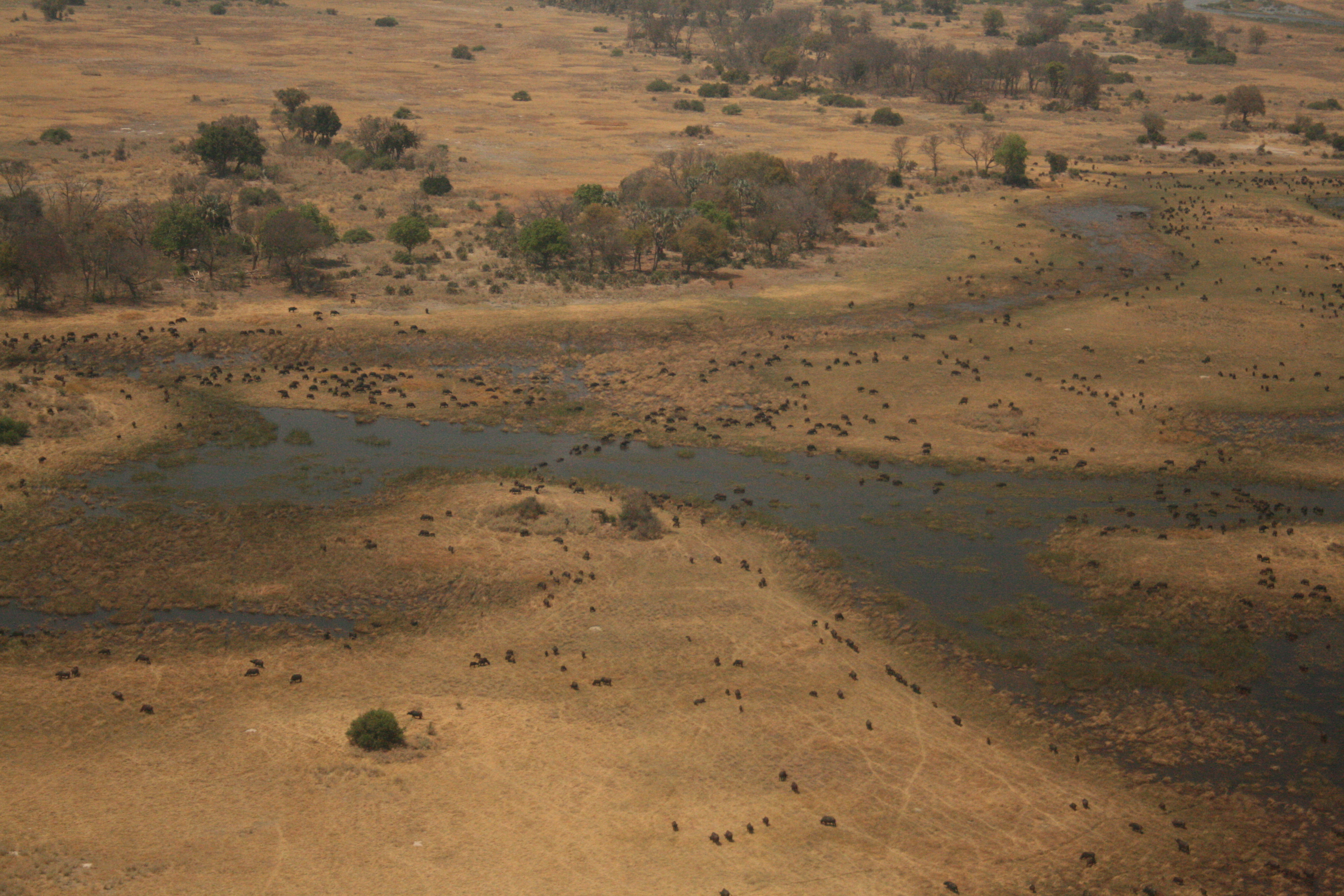
Manada de búfalos na porção sul do Delta do Okavango
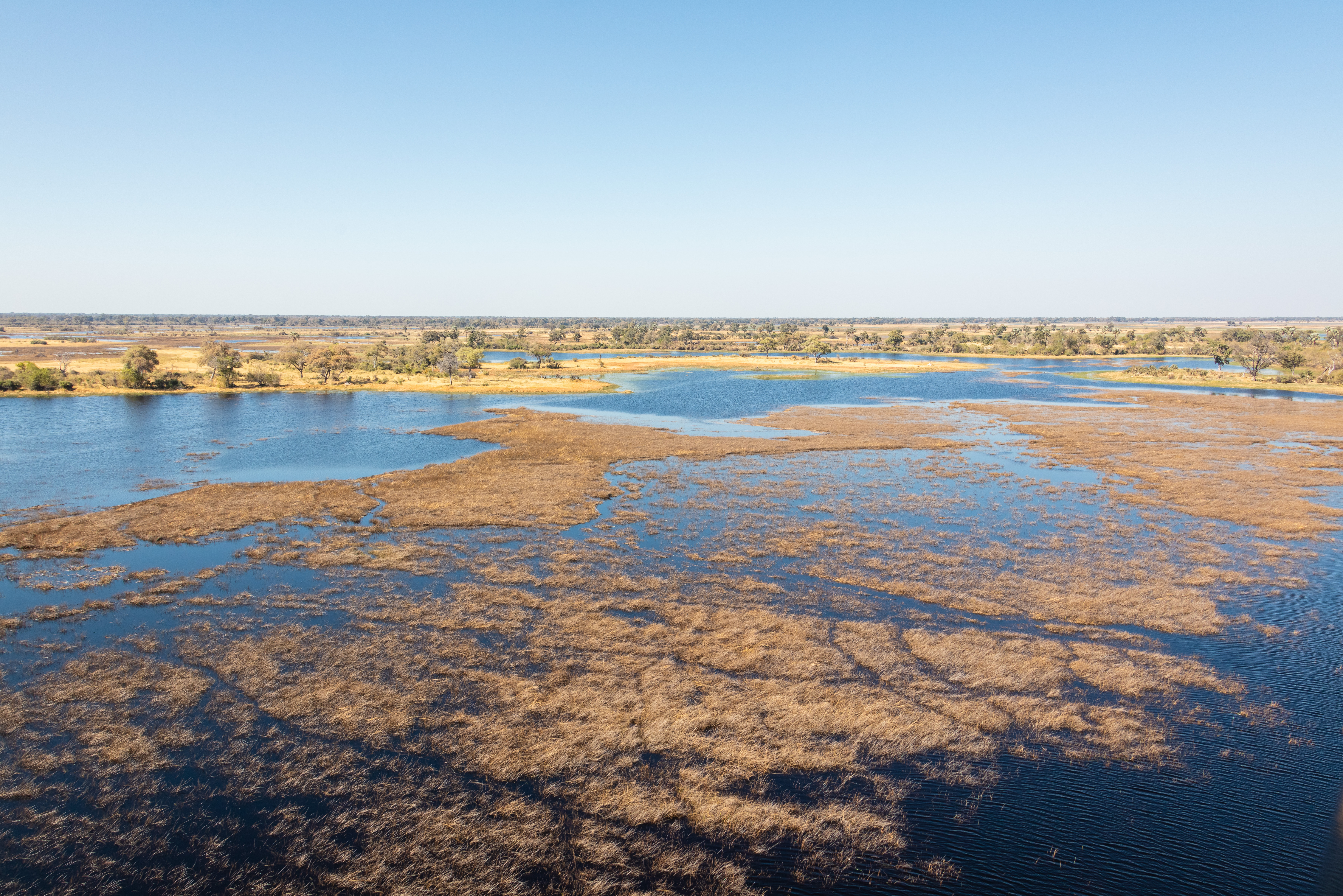
Delta do Cubango visto de um Cessna a 300 pés
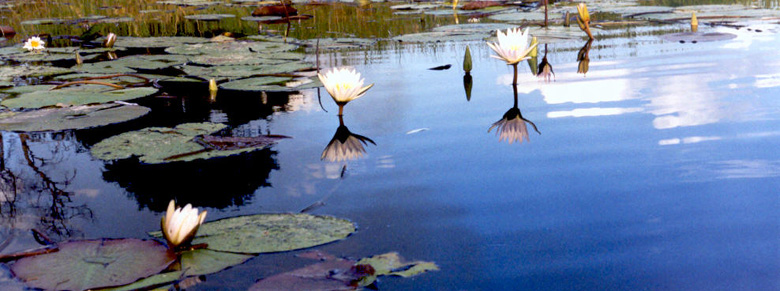
Lírios d´água
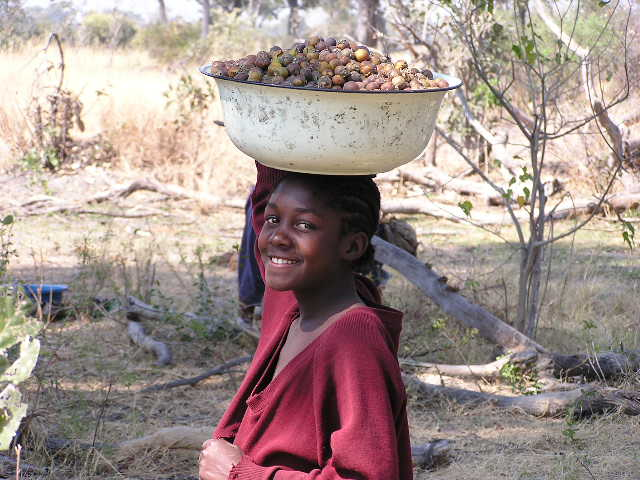
Garota carregando comida
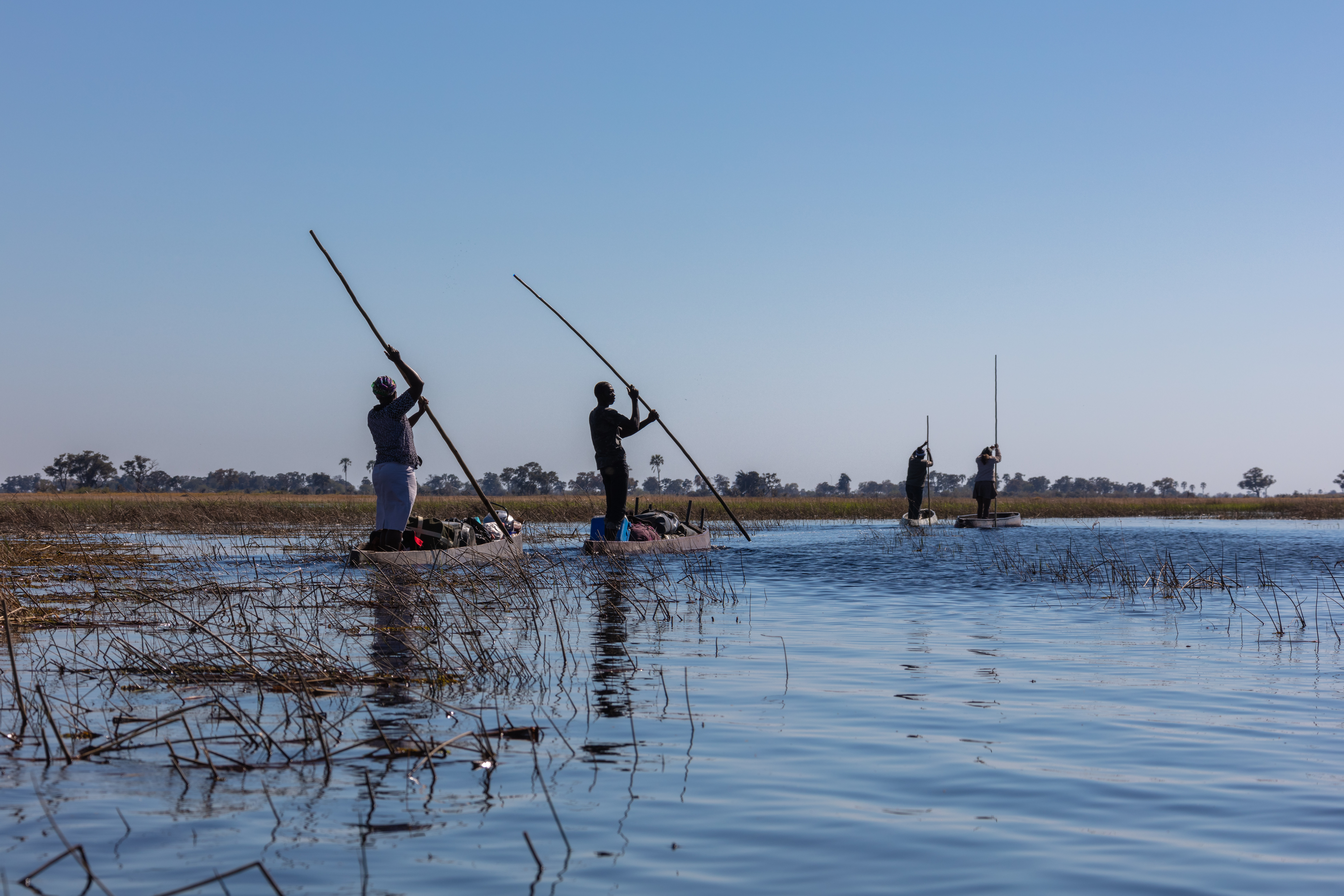
Mokoros
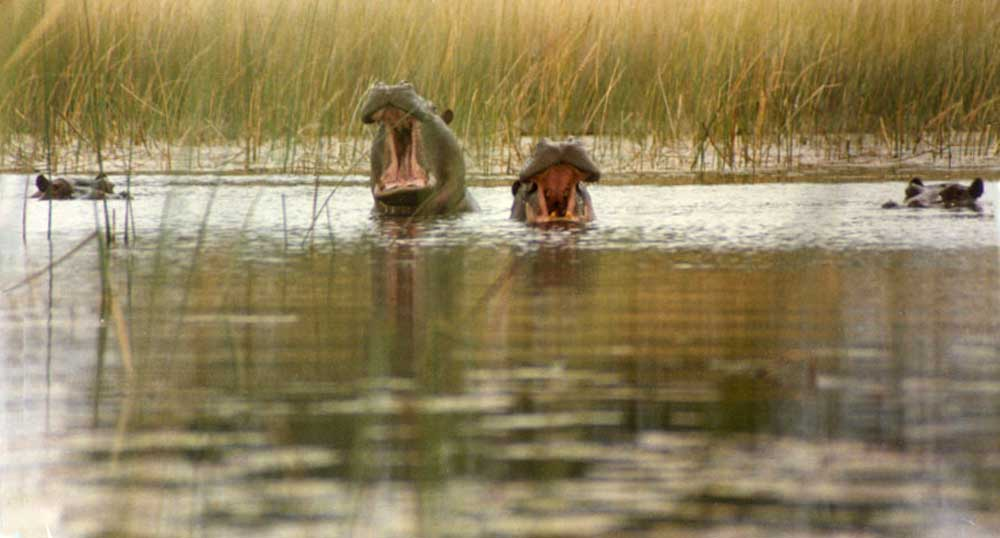
Hipopótamos vistos de um barco
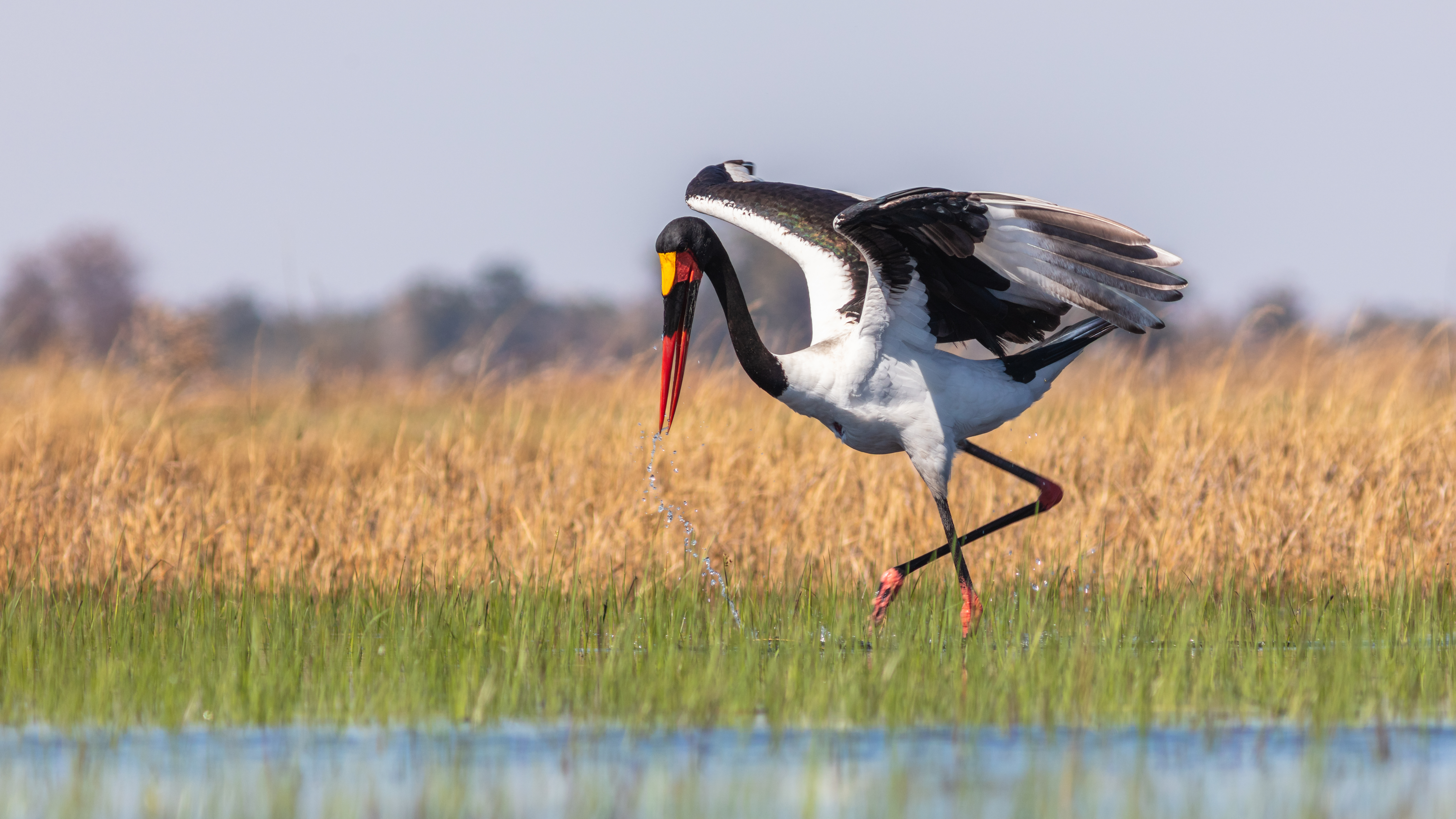
Tuiuiú africano
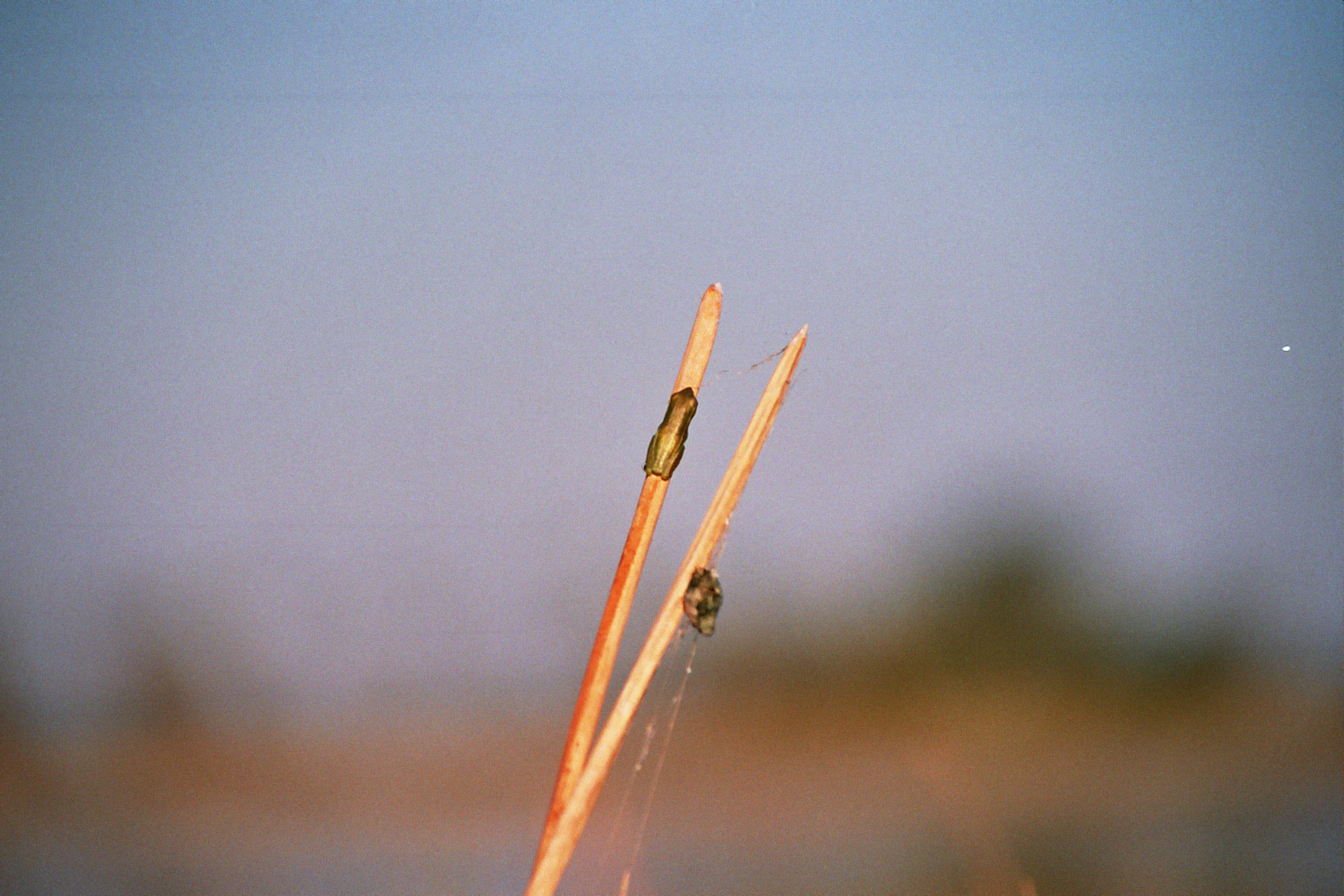
Hyperolius argus
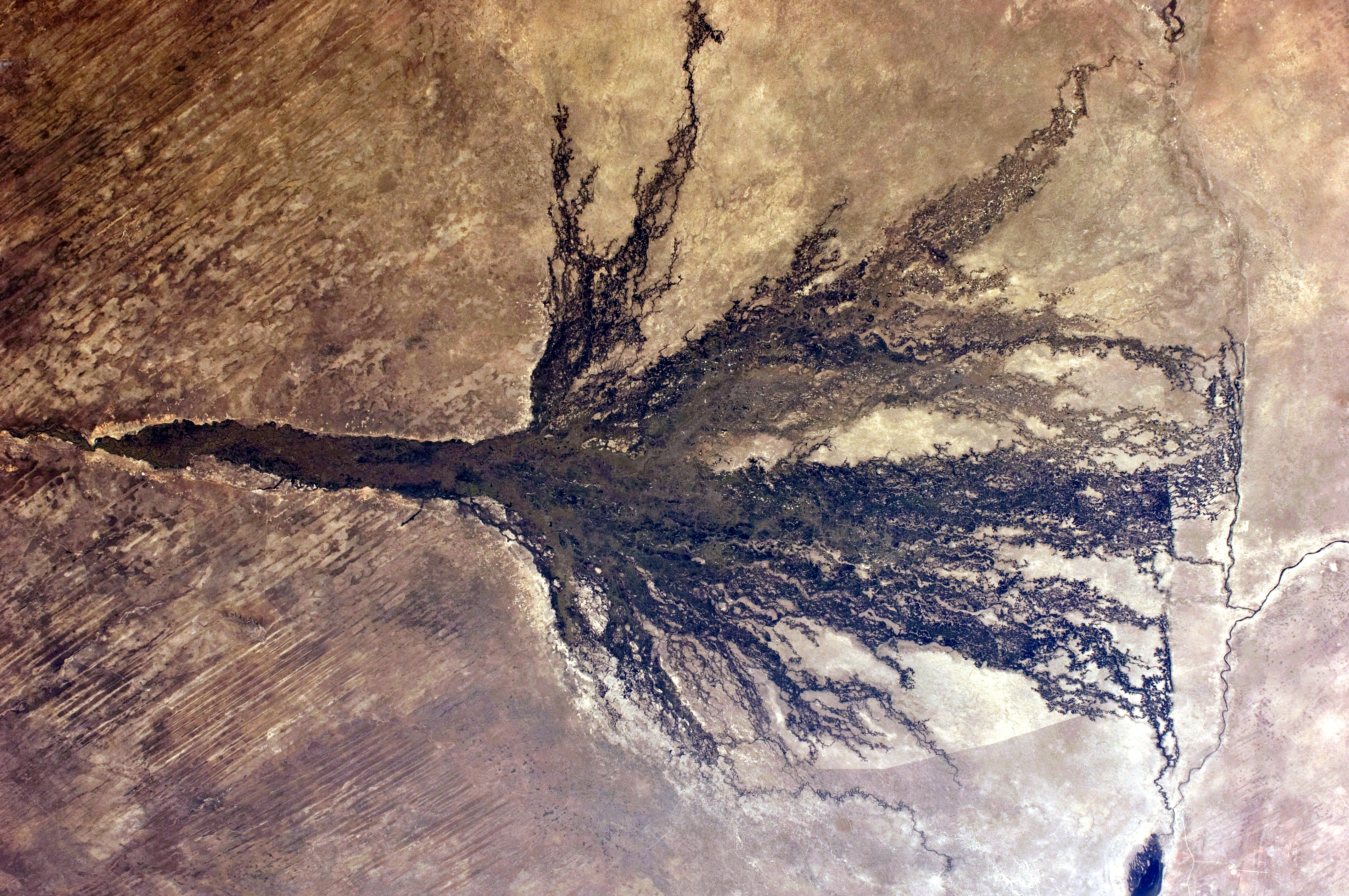
Foto de um astronauta
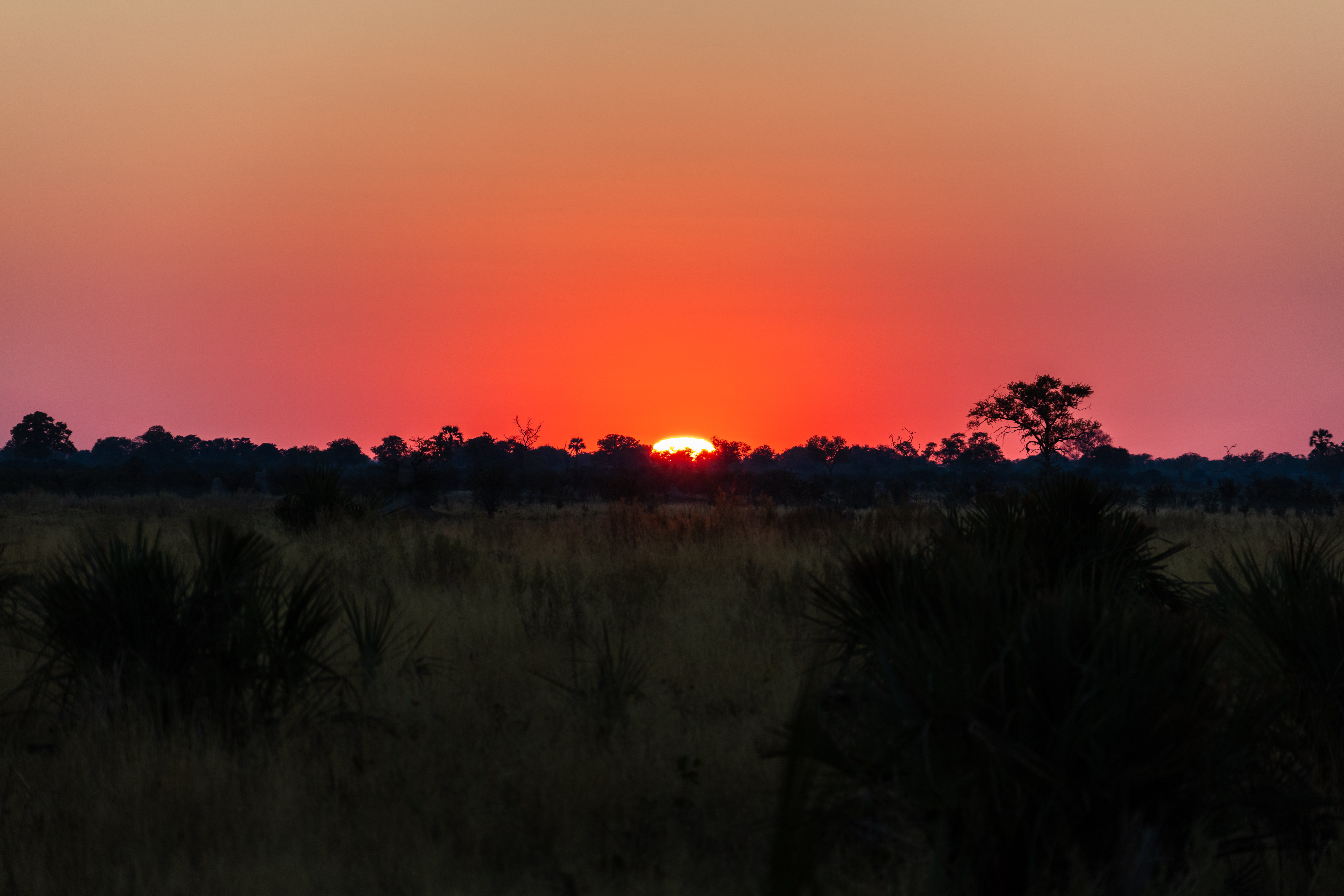
Pôr do Sol no Cubango

## Unesco
O Delta do Cubango foi incluído na lista de patrimônio Mundial da UNESCO por "ser um dos poucos deltas interiores do mundo, com um sistema aquático quase intacto. Um excepcional exemplo de interação entra processos climáticos, hidrológicos e biológicos".